# Àngela Clos Batlle
Àngela Clos Batlle (Cantallops, 24 d'agost de 1897- Veneçuela, 8 de setembre 1988) va ser la primera regidora de les comarques gironines. Va ser nomenada regidora de l'Ajuntament de Palafrugell, des del 17 d'octubre de 1936 fins que va marxar a l'exili a França, al final de la Guerra Civil, probablement al gener del 1939. El 19 d'octubre de 1936 seria nomenada regidora Teresa Pons i Tomàs a Salt i el 21 d'octubre, Antònia Adroher i Pasqual a Girona.

## Biografia
Àngela Clos Batlle, era la gran de quatre germanes. El seu pare, Pere Clos, era un ramader de Cantallops i la seva mare, Rosa Batlle, era de la Vajol. L'any 1904 la família es va traslladar a Agullana, on l'Àngela va anar a escola.
A Agullana mateix, l'Àngela es va casar amb Ramon Gou Tornafoch, sabater nascut a Barcelona però fill de pares de Castelló d'Empúries i Capmany. L'any 1924 naixeria el seu primer fill, Pere. L'Àngela i en Ramon es van traslladar a viure a Palafrugell l'any 1926. On va néixer la seva filla, Rosa, l'any 1927, al domicili del carrer de la Font.
Ambdós van treballar a la fàbrica, l'Àngela a can Mario, i seria nomenada consellera de l'Ajuntament el dia 17 d'octubre de 1936, en representació del Sindicat Únic d'Oficis Varis de la CNT. En Ramon va morir a la guerra, al front de Madrid al maig de 1938. L'Àngela s'ocuparia, a l'Ajuntament, successivament dels temes de sanitat i serveis socials i posteriorment dels de cultura. Va emprendre el camí de l'exili primer a França, a Saint Cosme de Vair, i finalment a Veneçuela, on va residir fins a la seva mort.
Els que la varen conèixer la defineixen com una dona valenta i tossuda, amb un gran sentit de la justícia.

## Activitat política
Àngela Clos Batlle es va incorporar com a regidora de l'Ajuntament de Palafrugell en la sessió del 17 d'octubre de 1936, presidida per l'alcalde Ramir Deulofeu, com una de les persones designades en representació de la Federació Local de Sindicats d'Indústries de la CNT, ocupant el càrrec de regidora de Sanitat, Benestar social.
Segons l'acta del Ple de 24 de desembre de 1936, les competències de la “comissió de Sanitat i Assistència Social” eren per una banda, Aigües potables, clavegueres, Desinfeccions, Règim sanitari de cementiris, de l'Escorxador i, en general de tots els edificis municipals; Inspecció i millora higiènica de les cases habitació i dels establiments destinats a la venda d'articles de consum. Policia d'higiene i serveis generals de salubritat.Inspecció Sanitària de vies públiques, quadres, estables i aliments.
I per l'altra la protecció de menors, orfes, vells i desvalguts, assistència mèdica i farmacèutica de caràcter domiciliari. Servei benèfic de llevadores. Institucions d'Assistència Social, etc.
Àngela Clos va estar a la comissió de Sanitat fins a l'11 de març de 1937, en que passa a Cultura. Les competències de la comissió de Cultura eren “Escoles d'instrucció professional i artística, Biblioteques, Edificis escoles, Foment de manifestacions artístiques i, en general, totes les qüestions relacionades amb la instrucció pública, Espectacles, en el seu aspecte cultural, artístic i moral, Festejos i altres actes que tinguin per finalitat l'esbarjo popular.”
Aquesta comissió fou l'encarregada de la construcció de refugis subterranis contra bombardejos, de la construcció de la Biblioteca Popular de Palafrugell (inaugurada el 24 de juliol de 1938), i l'encarregada de recaptar béns pels combatents palafrugellencs al front, entre moltes altres coses.
Àngela Clos es mantingué a la comissió de Cultura fins al final
de la Guerra. No se sap la data exacte, però a principis de 1939 l'Àngela emprengué el camí cap a l'exili amb
els seus fills, amb una colla de palafrugellencs. Es van instal·lar a Saint
Cosme de Vair. L'Àngela parlava francès i a la pràctica exercia com a responsable
de colla.
Més tard, Àngela Clos i els seus fills van marxar cap a
Veneçuela, on va morir l'any 1988. Mai va tornar a Catalunya, i tampoc es va
tornar a dedicar a la política.

## Reconeixements

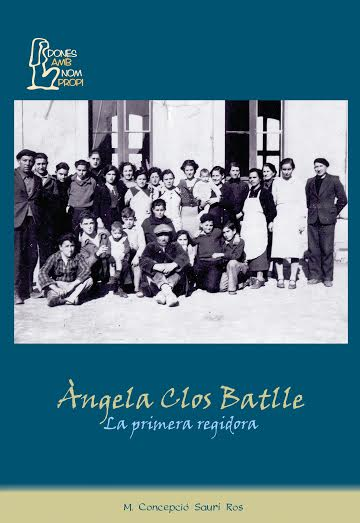
Portada del llibre Àngela Clos Batlle. La primera regidora, de M. Concepció Saurí

La figura de l'Àngela Clos Batlle ha estat reconeguda en el marc del projecte “Dones amb nom propi”.
Aquest projecte, impulsat per l'Associació de Suport a la Dona de Palafrugell l'any 2002, tenia dues vessants, per una banda posar noms de dones als carrers de Palafrugell i per l'altra la creació d'un projecte editorial amb el mateix nom.
L'objectiu del projecte era donar visibilitat a diverses generacions de dones anònimes, que tot i haver tingut una rellevància social més que notable, han quedat excloses dels llibres d'història.
Gràcies a aquest projecte, l'Ajuntament de Palafrugell va aprovar el 28 març 2007 incorporar el nom de l'Àngèla Clos Batlle al nomenclàtor de carrers del municipi.
I l'any 2012, M. Concepció Saurí Ros va publicar el llibre “Àngela Clos Batlle, la primera regidora”, editat per la col·lecció Dones amb nom propi. El llibre rescata de l'oblit la tasca realitzada per la regidora durant la seva etapa a l'ajuntament i dona a conèixer aspectes de la seva vida fruit d'investigacions, entrevistes i visites a alguns escenaris dels fets per part de l'autora.